# Eugene Bullard
Eugene Jacques Bullard (Columbus, 9 ottobre 1894 – New York, 12 ottobre 1961) è stato un aviatore ed ufficiale statunitense, primo pilota militare afroamericano della storia. Volò nella Squadriglia Lafayette.
Nel 1914, si arruolò nella Legione straniera francese per partecipare alla prima guerra mondiale. Matricola 19/33.717, fu distaccato al 3º Reggimento di marcia del 1º Reggimento straniero e fu inviato in zona di combattimento. Il 13 luglio 1915,  raggiunse il 2º Reggimento di marcia del 1° RE. Partecipò ai combattimenti nell'Artois, di Champagne e di Verdun del 1916 ove fu ferito il 5 marzo 1916. Ferito due volte, decorato della Croce di Guerra per atti di valore, fu dichiarato inabile al servizio nella fanteria.
Bullard cominciò così a pilotare un Caudron G.3 e il Caudron G.4 alla scuola dell'aviazione di Châteauroux, di Croton e di Avord. Più tardi fu distaccato presso la squadriglia Spad 93, successivamente alla Spad 85, dell'aviazione francese come mitragliatore e osservatore.

## Onorificenze

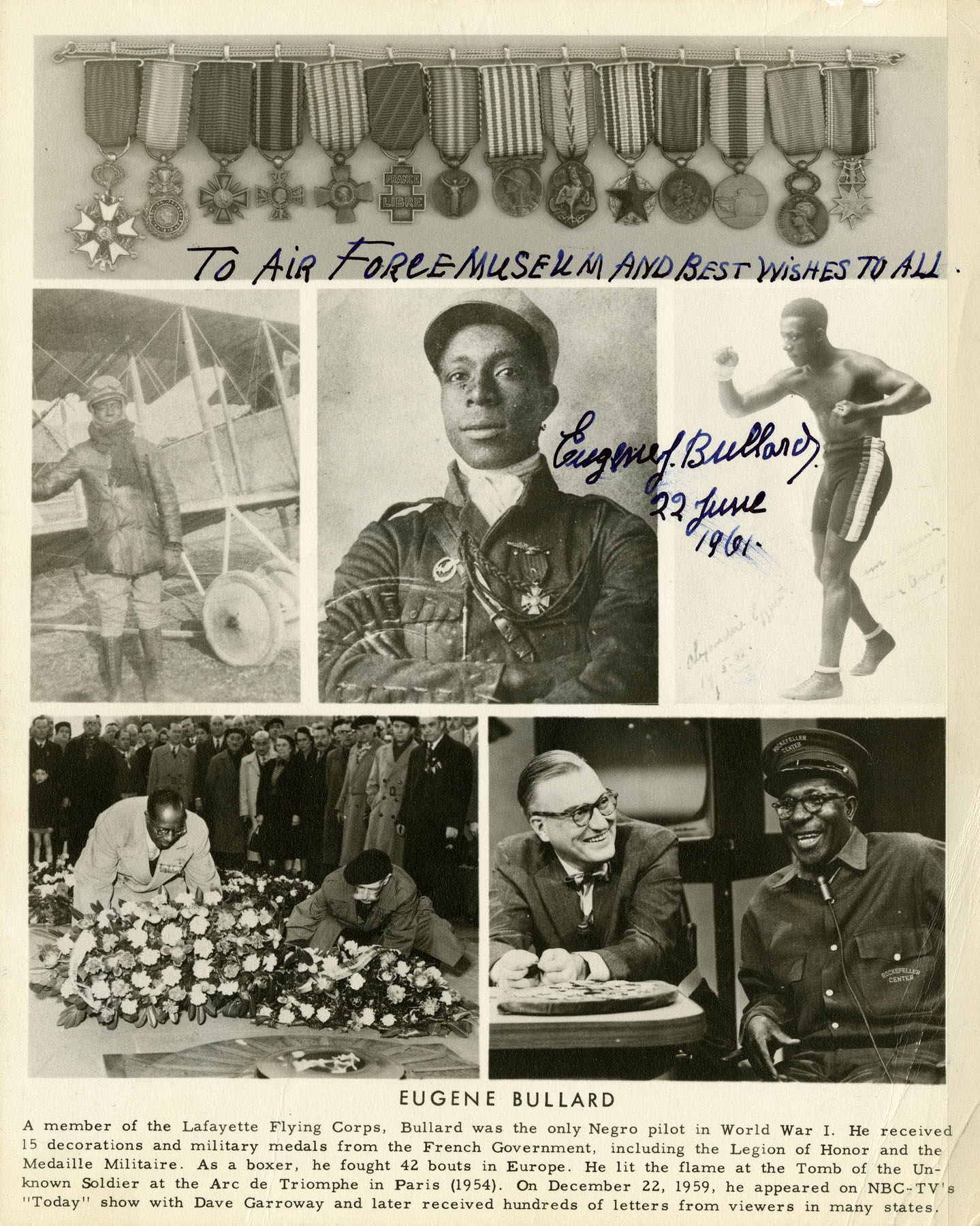
Riassunto in foto della vita di Eugene Bullard, esposte al National Museum of the US Air Force.